# Ursula Donath
Ursula Donath, anche nota con il nome di Ulla Donath (Saldus, 30 luglio 1931), è un'ex mezzofondista e velocista tedesca, specializzata nei 400 e 800 metri piani.
Nell'arco della sua carriera, tra il 1951 e il 1961, vinse 16 titoli nazionali, dominando in particolare la scena nazionale negli 800 metri. Nel 1960 prese parte ai Giochi olimpici di Roma, dove conquistò la medaglia di bronzo, sempre negli 800 metri piani.
La sua carriera sportiva era affiancata da quella accademica, in quanto era docente presso l'Università "Martin Lutero" di Halle-Wittenberg.

## Palmarès
| Anno | Manifestazione  | Sede | Evento          | Risultato | Prestazione | Note |
| ---- | --------------- | ---- | --------------- | --------- | ----------- | ---- |
| 1960 | Giochi olimpici | Roma | 800 metri piani | Bronzo    | 2'05"73     |      |

## Campionati nazionali
- 16 volte campionessa assoluta della Germania Est (nei 400 e 800 metri, tra il 1951 e il 1961)